# Гиперлипидемия
Гиперлипидемия (гиперлипопротеинемия, дислипидемия) — аномально повышенный уровень липидов и/или липопротеинов в крови человека. Нарушение обмена липидов и липопротеинов встречается довольно часто в общей популяции. Гиперлипидемия является важным фактором риска развития сердечно-сосудистых заболеваний в основном в связи со значительным влиянием холестерина на развитие атеросклероза. Кроме этого, некоторые гиперлипидемии влияют на развитие острого панкреатита.
дислипидемия: общий ХС > 5,0 ммоль/л (190 мг/дл), или ХС ЛПНП > > 3,0 ммоль/ л (115 мг/дл), или ХС ЛПВП < 1,0 ммоль/л (40 мг/дл) для мужчин и <1,2 ммоль/л (46 мг/дл) для женщин, или ТГ > 1,7 ммоль/л (150 мг/дл);

## Классификация
Классификация липидных нарушений, основанная на изменении профиля липопротеинов плазмы при их электрофоретическом разделении или ультрацентрифугировании, была разработана Дональдом Фредриксоном в 1965. Классификация Фредриксона принята Всемирной организацией здравоохранения в качестве международной стандартной номенклатуры гиперлипидемий. Однако, она не учитывает уровень ЛПВП, который является важным фактором, снижающим риск атеросклероза, а также роль генов, вызывающих липидные нарушения. Данная система остаётся самой распространённой классификацией.
| Гиперлипопротеинемия | OMIM   | Синонимы                                                           | Этиология                                                               | Выявляемое нарушение                  | Лечение                                   |
| -------------------- | ------ | ------------------------------------------------------------------ | ----------------------------------------------------------------------- | ------------------------------------- | ----------------------------------------- |
| Тип I                |        | Первичная гиперлипопротеинемия, Наследственная гиперхиломикронемия | Пониженная липопротеинлипаза (ЛПЛ) или нарушение активатора ЛПЛ - апоС2 | Повышенные хиломикроны                | Диета                                     |
| Тип IIa              | 143890 | Полигенная гиперхолестеринемия, Наследственная гиперхолестеринемия | Недостаточность ЛПНП-рецептора                                          | Повышенные ЛПНП                       | Статины, Никотиновая кислота              |
| Тип IIb              | 144250 | Комбинированная гиперлипидемия                                     | Снижение ЛПНП-рецептора и повышенный апоВ                               | Повышенные ЛПНП, ЛПОНП и триглицериды | Статины, Никотиновая кислота, Гемфиброзил |
| Тип III              | 107741 | Наследственная дис-бета-липопротеинемия                            | Дефект апоЕ (гомозиготы апоЕ 2/2)                                       | Повышенные ЛППП                       | Преимущественно: Гемфиброзил              |
| Тип IV               | 144600 | Эндогенная гиперлипемия                                            | Усиленное образование ЛПОНП и их замедленный распад                     | Повышенные ЛПОНП                      | Преимущественно: Никотиновая кислота      |
| Тип V                | 144650 | Наследственная гипертриглицеридемия                                | Усиленное образование ЛПОНП и пониженная липопротеинлипаза              | Повышенные ЛПОНП и хиломикроны        | Никотиновая кислота, Гемфиброзил          |

### Гиперлипопротеинемия I типа
Редкий тип гиперлипидемии, который развивается при недостаточности ЛПЛ или дефекте в белке-активаторе ЛПЛ — апоС2. Проявляется в повышенном уровне хиломикрон, классе липопротеинов, переносящих липиды от кишечника в печень. Частота встречаемости в общей популяции — 0,1 %.

### Гиперлипопротеинемия II типа
Наиболее частая гиперлипидемия. Характеризуется повышением холестерина ЛПНП. Подразделяется на типы IIa и IIb в зависимости от отсутствия или наличия высоких триглицеридов.

#### Тип IIa
Эта гиперлипидемия может быть спорадической (в результате неправильного питания), полигенной или наследственной. Наследственная гиперлипопротеинемия IIа типа развивается в результате мутации гена ЛПНП-рецептора (0.2 % популяции) или гена апоВ (0.2 % популяции). Семейная или наследственная форма проявляется ксантомами и ранним развитием сердечно-сосудистых заболеваний.

#### Тип IIb
Этот подтип гиперлипидемии сопровождается повышенной концентрацией триглицеридов в крови в составе ЛПОНП. Высокий уровень ЛПОНП возникает из-за усиленного образования главного компонента ЛПОНП — триглицеридов, а также ацетил-кофермента А и апоВ-100. Более редкой причиной этого нарушения может быть замедленный клиренс (удаление) ЛПНП. Частота встречаемости этого типа в популяции — 10 %. К этому подтипу относятся также наследственная комбинированная гиперлипопротеинемия и вторичная комбинированная гиперлипопротеинемия (как правило при метаболическом синдроме).
Лечение этой гиперлипидемии включает изменение питания как основной компонент терапии. Многим больным требуется назначение статинов для снижения риска сердечно-сосудистых заболеваний. В случае сильного подъёма триглицеридов часто назначаются фибраты. Комбинированное назначение статинов и фибратов высокоэффективно, но имеет побочные эффекты, такие как риск миопатии, и должно быть под постоянным контролем врача. Используются также другие лекарственные препараты (никотиновая кислота и др.) и растительные жиры (ω3-жирные кислоты).

### Гиперлипопротеинемия III типа
Эта форма гиперлипидемии проявляется увеличением хиломикрон и ЛППП, поэтому называется ещё дис-бета-липопротеинения. Наиболее частая причина — гомозиготность по одной из изоформ апоЕ — E2/E2, которая характеризуется нарушением связывания с ЛПНП-рецептором. Встречаемость в общей популяции — 0,02 %.

### Гиперлипопротеинемия IV типа
Этот подтип гиперлипидемии характерен повышенной концентрацией триглицеридов, поэтому также называется гипертриглицеридемией. Частота встречаемости в общей популяции — 1 %.

### Гиперлипопротеинемия V типа
Этот тип гиперлипидемии во многом похож на I тип, но проявляется не только высокими хиломикронами, но и ЛПОНП.

## Другие формы
Другие редкие формы дислипидемий, не входящие в принятую классификацию:
- Гипо-альфа-липопротеинемия
- Гипо-бета-липопротеинемия (0.01-0.1 %)

## Диагностика дислипидемий
Дислипидемия - это диагноз, который делается на основе лабораторного анализа липидного профиля.  Для классификации дислипидемий, соответствующих МКБ рекомендуется выполнять тест по комплексной оценке содержания холестерина и триглицеридов в липидных фракциях методом электрофореза.

## Лечение
- Моноклональные антитела: эволокумаб, алирокумаб, эвинакумаб[5].
- Малые интерферирующие РНК: инклисиран[6][7].
- Другие препараты:олезарсен[англ.]